# Primærrute 30
Primærrute 30 er en hovedvej, der går fra Esbjerg i nordøstlig retning, tværs over Jylland til Horsens.
Primærrute 30 starter hvor afkørsel 73 på Europavej E20 og Primærrute 11 mødes, nordøst for Esbjerg, og fortsætter mod Grindsted forbi Billund og Billund Lufthavn og løber til Uhe, hvor motortrafikvejen starter og føres mod Horsens. Ved syd for Give kobbels den på det nye stykke af Midtjyske Motorvej rute 18 der går mod Herning og Vejle, få km efter forstætter den igen som motortrafikvej hvor den passerer byerne Tørring og Uldum for at slutte ved frakørsel 57 på Europavej E45, sydvest for Horsens.
Rute 30 har en længde på ca. 91 km.